# Катанзька віднога

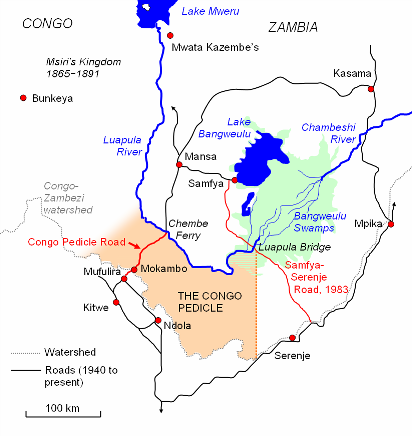
Процес встановлення кордону.

Замбія та «Катанзька віднога».

Катанзька віднога, також відома як Конголезька віднога (англ. Congo pedicle) та Катанзький чобіток (фр. Botte du Katanga) — південно-східний виступ провінції Верхня Катанга (Демократична Республіка Конго), що впирається в Замбію.

## Виникнення
У 1880-х роках з півночі в Катангу проникли бельгійці, а в 1890-х з півдня — британці. Унаслідок двосторонніх перемовин й угод з Королівством Єке було визначено кордон між колоніальними володіннями двох європейських держав. У підсумку Катангу було поділено від лінії річка Луапула — озера Мверу до вододілу Конго/Замбезі. Відтоді вся територія безпосередньо на схід від лінії північ-південь, що проходила через Ндолу, стала частиною Північної Родезії. Інші землі увійшли до складу Бельгійського Конго.
Цей регіон є одним з прикладів «довільного кордону», визначеного європейцями в Африці під час розділу континенту, що не враховував території розселення африканських народностей.

## Проблемність
У 1911—1914 роках загострилося питання навколо «відноги», оскільки прикордонна річка Луапула подекуди має кілька рукавів, які утворюють численні острови та болота, причому головний рукав може змінюватися залежно від сезону та рівня води. Особливо це стосується території на південь від озера Бангвеулу, де болота та затоплені луки інколи сягали ширини десятків кілометрів, перетинаючи лінію кордону в різних місцях.
У постколоніальний період ця проблема призвела до суперечок між незалежними ДРК і Замбією через приналежність мінеральних ресурсів регіону.
Для Замбії «віднога» стала проблемою стратегічного характеру: вона ускладнила і подовжила сполучення між західною і східною частинами держави, збільшивши протяжність кордону з нестабільним сусідом.